# Musée central de la culture et de la peinture russe ancienne Andreï Roublev
Le musée central de la culture et de la peinture russe ancienne Andreï Roublev ou musée Andreï Roublev, est créé en 1947, l'année du 800e anniversaire de la naissance de la ville de Moscou. Le monastère Andronikov à l'intérieur duquel le musée se trouve, était complètement détruit lors de la fondation du musée. La collection du musée s'est constituée peu à peu à une époque où l'attitude du pouvoir soviétique était extrêmement négative par rapport à l'héritage religieux russe. La restauration des œuvres rassemblées exige un travail long et minutieux. Le musée ouvre ses portes le 21 septembre 1960, l'année anniversaire de la naissance (1360) d'Andreï Roublev, peintre d'icônes.

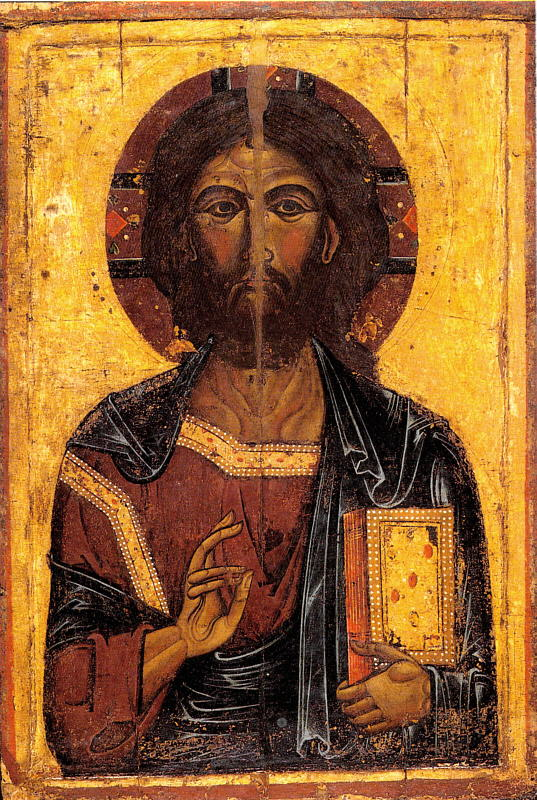
Sauveur de Gavchinki exposé au musée Roublev

Le musée conserve et étudie les œuvres d'art religieuses antérieures à l'époque de Pierre le Grand. L'exposition occupe plus de dix salles et permet aux visiteurs de voir des œuvres de l'époque du  XIe siècle au XVIIe siècle. Sa collection d'icônes possède une réputation internationale. On y trouve des chefs-d'œuvre d'artistes de l'entourage d'Andreï Roublev et de Dionisius, des ateliers de Macaire (métropolite de Moscou) et d'Ivan le Terrible, de peintres d'icônes du palais des Armures.
Le musée se trouve dans l'enceinte du monastère Andronikov, à Moscou, qui dépend de l'église de l'Intercession-de-la-Vierge à Fili. Le musée expose l'icône ancienne de Iaroslavl connue sous le nom de Sauveur de Gavchinki.

## Liens
- (ru) site du musée /Официальный сайт музея
- (ru) Sur le musée/ Адрес, часы работы и краткая информация о музее на сайте museum.ru
- (ru) Icônes de la collection du muséeИконы из собрания ЦМиАР